# Owsiadowo
Owsiadowo (biał. Аўсядава, Ausiadawa; ros. Овсядово, Owsiadowo) – wieś na Białorusi, w obwodzie grodzieńskim, w rejonie lidzkim, w sielsowiecie Krupa.

## Historia
W XIX i w początkach XX w. dwa folwarki położone w Rosji, w guberni wileńskiej, w powiecie lidzkim, jeden, własności Sikorskich, w gminie Lida, drugi, własności Zenowiczów, w gminie Żyrmuny.
W dwudziestoleciu międzywojennym wieś leżąca w Polsce, w województwie nowogródzkim, w powiecie lidzkim, w gminie Żyrmuny. W 1921 miejscowość liczyła 157 mieszkańców, zamieszkałych w 22 budynkach, w tym 156 Polaków i 1 Białorusina. 155 mieszkańców było wyznania rzymskokatolickiego i 2 prawosławnego.
Po II wojnie światowej w granicach Związku Sowieckiego. Od 1991 w niepodległej Białorusi.